# Gerhardodon
Gerhardodon Kielan-Jaworowska & Ensom, 1992 è un genere di mammiferi estinti poco conosciuto. I resti fossili provengono dal Cretaceo inferiore della formazione Purbeck, Durlston Bay, in Inghilterra, e sono limitati a due premolari inferiori. Questi piccoli erbivori vissero durante l'era dei dinosauri. I Gerhardodon sono membri dell'ordine dei multitubercolati e del sottordine 'plagiaulacida' (famiglia Pinheirodontidae). Sono quindi alcuni tra i più antichi rappresentanti dell'ordine.
Il genere Gerhardodon (dente di Gerhard, in onore del paleontologo tedesco Gerhard Hahn), venne classificato da Kielan-Jaworowska & Ensom nel 1992, ascrivibile al Cretaceo inferiore (Berriasiano). Consiste attualmente di una sola specie, G. purbeckensis, che venne posta tra i Pinheirodontidi per la somiglianza dei resti con Pinheirodon (e.g., Hahn and Hahn, 1999) avendo una cresta del premolare P3 più alta delle altre.

## Tassonomia
Sottoclasse  †Allotheria Marsh, 1880
- Ordine †Multituberculata Cope, 1884:
  - Sottordine †Plagiaulacida Simpson, 1925
    -       - Famiglia †Pinheirodontidae Hahn & Hahn, 1999
        - Genere †Pinheirodon Hahn & Hahn, 1999
          - Specie †P. pygmaeus Hahn & Hahn, 1999
          - Specie †P. vastus Hahn & Hahn, 1999
          - Specie †P. sp. Hahn & Hahn, 1999

        - Genere †Bernardodon Hahn & Hahn, 1999
          - Specie †B. atlanticus Hahn & Hahn, 1999
          - Specie †B. sp. Hahn & Hahn, 1999

        - Genere †Gerhardodon Kielan-Jaworowska & Ensom, 1992
          - Specie †G. purbeckensis Kielan-Jaworowska & Ensom, 1992

        - Genere †Iberodon Hahn & Hahn, 1999
          - Specie †I. quadrituberculatus Hahn & Hahn, 1999

        - Genere †Lavocatia Canudo & Cuenca-Bescós, 1996
          - Specie †L. alfambrensis Canudo & Cuenca-Bescós, 1996

        - Genere †Cantalera Badiola, Canudo & Cuenca-Bescós, 2008
          - Specie †C. abadi Badiola, Canudo & Cuenca-Bescós, 2008

        - Genere †Ecprepaulax Hahn & Hahn, 1999
          - Specie †E. anomala Hahn & Hahn, 1999